# Alonso del Río (músico)
Alonso del Río (Lima, 1962) es un músico, curandero, escritor, documentalista y conservacionista peruano. Es conocido por su investigación relacionada con las plantas medicinales amazónicas y andinas. Ha trabajado principalmente con la ayahuasca, planta medicinal de la selva amazónica, profundizando en la cosmovisión andina y amazónica, y rescatando saberes ancestrales de otras cosmovisiones en el mundo.

## Biografía
Nació en Lima, Perú en 1962. Su primer acercamiento a las plantas medicinales fue a los 15 años cuando consumió el cactus wachuma (Echinopsis pachanoi), un cactus de uso en el curanderismo norteño de Perú. Esta experiencia generó que, dos años más tarde, en 1979, abandonara sus estudios universitarios y viajara a la selva amazónica peruana donde por 13 años, aprendió el uso de la planta mencionada con el pueblo shipibo, formándose como curandero tradicional. 
En 1992 regresó a la ciudad de Lima donde vivió diez años compartiendo su aprendizaje y dirigiendo ceremonias. Luego de estos años se mudó al Valle Sagrado de los Incas donde actualmente dirige y realiza distintas actividades en un centro de sanación y enseñanza. En 2001 publicó su primer álbum con un género musical al que él denominó «música medicina». Posteriormente, en 2007 publicó su primer libro titulado «Tawantinsuyo 5.0: Cosmovisión Andina», donde recopila la sabiduría ancestral de algunos pueblos originarios andinos con reflexiones personales. Como gestor cultural, en 2014 creó el primer festival de música medicina convocando a artistas de diversos lugares y ha realizado dos documentales sobre plantas sagradas y uno sobre el origen de la conciencia.

### Escuela Wiñaypaq
Junto a Waltraut Stolben forma parte del proyecto educativo Wiñaypaq, que brinda educación gratuita a niños del Valle Sagrado en Cusco, La escuela intercultural creada en el 2005 para reforzar la identidad cultural de los niños andinos en defensa de la diversidad cultural.

### Área de conservación privada Bahuaja 1
Lideró el proceso de creación del Área de Conservación Privada Bahuaja, una reserva natural amazónica ubicada en la provincia de Tambopata, en la región de Madre de Dios, dentro de la zona de amortiguamiento de la Reserva Nacional Tambopata, donde se alienta a la conservación y siembra de plantas medicinales.

## Obras

### Discografía
- 2001: Punto de fase
- 2003: Canciones de medicina I
- 2006: Canciones de medicina II
- 2007: Canciones de medicina III
- 2008: Tawantinsuyo 5.0
- 2009: Ninasonqo
- 2010: Sri Krishna
- 2011: Tiempos de flores
- 2014: Madre Serpiente
- 2017: Amar la vida
- 2020: Aire [13]
- 2020: Y si la Vida
- 2021: Espada de Papel

### Libros
- 2007: Tawantinsuyo 5.0: Cosmovisión Andina[14]
- 2016: Los cuatro altares[15]

### Películas
- 2005: La medicina del perdón (documental, 19 min 35 s)[7]
- 2011: Urpillay Sonqollay (documental, 20 min 45 s)[16]
- 2020: Dios (documental, 11 min)[17]
- 2024 (fecha de estreno) : Los Cuatro Altares (ficción)[18]